# Memory Stick
O Memory Stick é um tipo de cartão de memória flash removível, lançado originalmente pela Sony no final de 1998. Além do Memory Stick original, essa família inclui o Memory Stick PRO, uma revisão que permite maior capacidade máxima de armazenamento e transferência de arquivos mais rápida; Memory Stick Duo, uma versão de formato pequeno do Memory Stick (incluindo o PRO Duo); o ainda menor Memory Stick Micro (M2) e o Memory Stick PRO-HG, uma variante de alta velocidade do PRO para ser usado em vídeo de alta definição e câmeras fotográficas.
Como formato proprietário, a Sony usou exclusivamente Memory Stick em seus produtos nos anos 2000, como câmeras digitais Cyber-shot, filmadores digitais Handycam, aparelhos de TV WEGA e BRAVIA, PCs VAIO, os primeiros leitores de áudio digital Walkman e o console de jogos portátil PlayStation Portable, com o formato sendo licenciado para algumas outras empresas no início de sua vida. Com o aumento da popularidade do cartão SD, em 2010 a Sony começou a oferecer suporte ao formato do cartão SD, que foi visto como uma perda da Sony na guerra do formato do cartão de memória. Apesar disso, a Sony continuou a oferecer suporte ao Memory Stick em determinados dispositivos.

## História
O Memory Stick original, lançado em outubro de 1998, estava disponível em capacidades de até 128 MB.
Em outubro de 1999, a Sony licenciou a tecnologia para Fujitsu, Aiwa, Sanyo, Sharp,Pioneer e Kenwood, em uma tentativa de evitar a repetição da falha do Betamax. Outras empresas também foram licenciadas para o formato. Alguns exemplos iniciais de uso do Memory Stick por empresas terceirizadas incluem os MP3 players da Sharp, os players in-dash da Alpine e as impressoras da Epson.
Inicialmente, o formato teve uma recepção morna, mas logo aumentou em popularidade, especialmente após o acordo de licenciamento. Na primavera de 2001, o Memory Stick atingiu 25% de participação de mercado (contra 40% do CompactFlash e 32% do SmartMedia), acima dos 7% do ano anterior. Em maio de 2001, o embarque total de unidades Memory Stick ultrapassou 10 milhões.
No entanto, o cartão SD, desenvolvido em conjunto pela Toshiba, Panasonic e SanDisk, tornou-se amplamente popular entre as empresas e logo se tornou o formato flash mais popular - em novembro de 2003 detinha 42% de participação de mercado nos Estados Unidos, à frente doe 26% do CompactFlash e Memory Stick com 16%. Eventualmente, a própria Sony se tornou a única empresa a oferecer suporte ao formato. A Sony foi frequentemente criticada pelo Memory Stick, pois eram considerados caros em comparação com outros formatos.
Em janeiro de 2010, parecia que a Sony havia começado a combinar suporte para os formatos SD/SDHC e Memory Stick em seus produtos. Todas as câmeras digitais e filmadores anunciadas pela Sony na Consumer Electronics Show 2010 podem usar cartões SD e SDHC, bem como Memory Sticks. Além disso, a Sony anunciou o lançamento de sua própria linha de cartões SD. Muitos reivindicaram este desenvolvimento como o fim da guerra de formato entre o Memoryt Stick e o cartão SD. No entanto, a Sony não abandonou o formato neste momento e indicou que continuaria o desenvolvimento do formato no futuro próximo. Um excelente exemplo foi o desenvolvimento de tranferência WiFi através de um Memory Stick PRO-Duo especial que ainda estava em desenvolvimento em 2010.
A primeira migração significativa da Sony para longe do Memory Stick não ocorreu até 2019, quando introduziu a câmera de lente intercambiável full-frame α7R IV sem suporte para Memory Stick, optando por dois slots SDXC.
Os cartões Memory Stick foram quase inteiramente produzidos pela própria Sony. SanDisk e Lexar estavam entre os poucos produtores de Memory Stick de terceiros.

## Aplicações
Normalmente, Memory Sticks são usados como mídia de armazenamento para um dispositivo portátil, em um formato que pode ser facilmente removido para acesso por um computador pessoal. Por exemplo, as câmeras digitais compactas da Sony usam Memory Stick para armazenar arquivos de imagem. Com um leitor de cartão de memória compatível com Memory Stick, o usuário pode copiar as fotos tiradas com a câmera digital Sony para um computador. A Sony normalmente incluía hardware de leitor de Memory Stick em seus produtos eletrônicos de consumo de primeira linha, como câmeras digitais, tocadores de música digital, PDAs, telefones celulares, a linha VAIO de laptops, aparelhos de TV sob os nomes WEGA e Bravia e o dispositivo portátil de jogos da Sony, o PlayStation Portable.
Um Memory Stick especial pode ser inserido nos quartos traseiros do robô de estimação Aibo da Sony, para permitir o uso do Aiboware - software destinado ao uso em AIBOs. Os Sticks incluem um mecanismo de proteção contra cópia usado pelo robô, permitindo que os usuários escrevam programas. Estes são chamados de programáveis ou de programação. Apenas versões de 8 MB e 16 MB estão disponíveis.

## Formatos e fatores de forma
Memory Sticks incluem uma ampla variedade de formatos reais, incluindo três formatos diferentes.

### Memory Stick

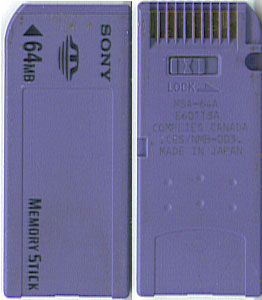
O Memory Stick original

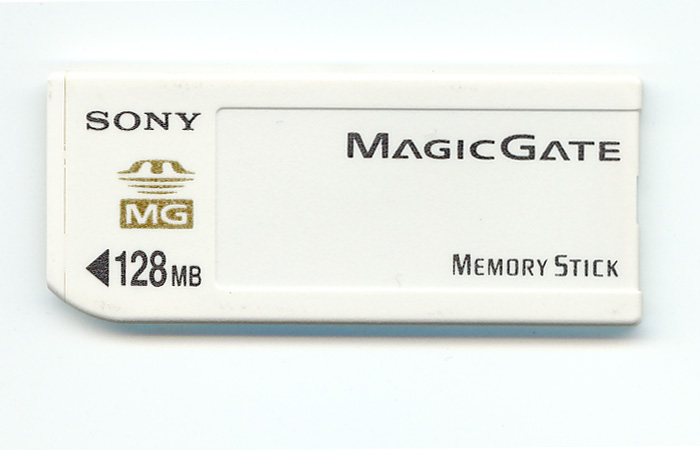
Memory Stick Sony com MagicGate

O Memory Stick original tem aproximadamente o tamanho e a espessura de um chiclete. Ele estava disponível em capacidades de 4 MB a 128 MB (1 MB = milhão de bytes). Ele estava disponível com e sem suporte MagicGate. Os cartões de memória compatíveis com MagicGate eram de cor branca, enquanto a versão padrão era roxa. O Memory Stick original não é mais fabricado.

### Memory Stick Select

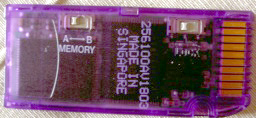
Lexar Memory Stick Select de 256 MB com interruptor de memória

Em resposta às limitações de armazenamento do Memory Stick original, a Sony apresentou o Memory Stick Select na CES 2003 em 9 de janeiro. O Memory Stick Select continha duas partições separadas de 128 MB que o usuário podia alternar usando um switch físico no cartão. Essa solução era bastante impopular, mas deu aos usuários de dispositivos Memory Stick mais antigos mais capacidade. Seu tamanho físico permaneceu o mesmo do Memory Stick original.

### Memory Stick PRO
O Memory Stick PRO, lançado em 9 de janeiro de 2003, como um esforço entre a Sony e a SanDisk, seria a solução mais duradoura para o problema do espaço. A maioria dos dispositivos que usam os Memory Sticks originais suportam os sticks originais e PRO, pois ambos os formatos têm fatores de forma idênticos. Alguns leitores que não eram compatíveis podiam ser atualizados para suporte a Memory Stick PRO por meio de uma atualização de firmware. Memory Stick PRO têm uma velocidade de transferência marginalmente mais alta e uma capacidade máxima teórica de 32 GB, embora capacidades de tamanho GB de mais de 2 GB estrejam disponíveis apenas no formato PRO Duo. Estão disponíveis Memory Stick PRO de alta velocidade, e os dispositivos mais recentes suportam este modo de alta velocidade, permitindo transferências de arquivos mais rápidas. Todos os Memory Stick PRO maiores que 1 GB suprotam este modo de alta velocidade, e os Memory Stick PRO de alta velocidade são compatíveis com dispositivos que não suportam o modo de alta velocidade. Memory Sticks de alta capacidade, como as versões de 4 GB, são caros em comparação com outros tipos de memória flash, como cartões SD e CompactFlash. A partir de 2020, o Memory Stick PRO de 512 MB pode ser adquirido.

### Memory Stick Duo
O Memory Stick Duo, foi desenvolvido em resposta à necessidade da Sony de um cartão de memória flash menor para câmeras digitais de bolso, telefones celulares e o PlayStation Portable (o último dos quais suportava a variante Memory Stick PRO Duo). É um pouco menor que o formato Secure Digital (SD) concorrente e cerca de dois terços do tamanho do formato Memory Stick padrão, mas custa mais. Os Memory Stick Duos estão disponíveis com os mesmos recursos do Memory Stick padrão maior, disponível com e sem modo de alta velocidade e com e sem suprote MagicGate. O Memory Stick PRO Duo substituiu o Memory Stick Duo devido à sua limitação de tamanho de 128 MB, mas manteve o mesmo formato do Duo.

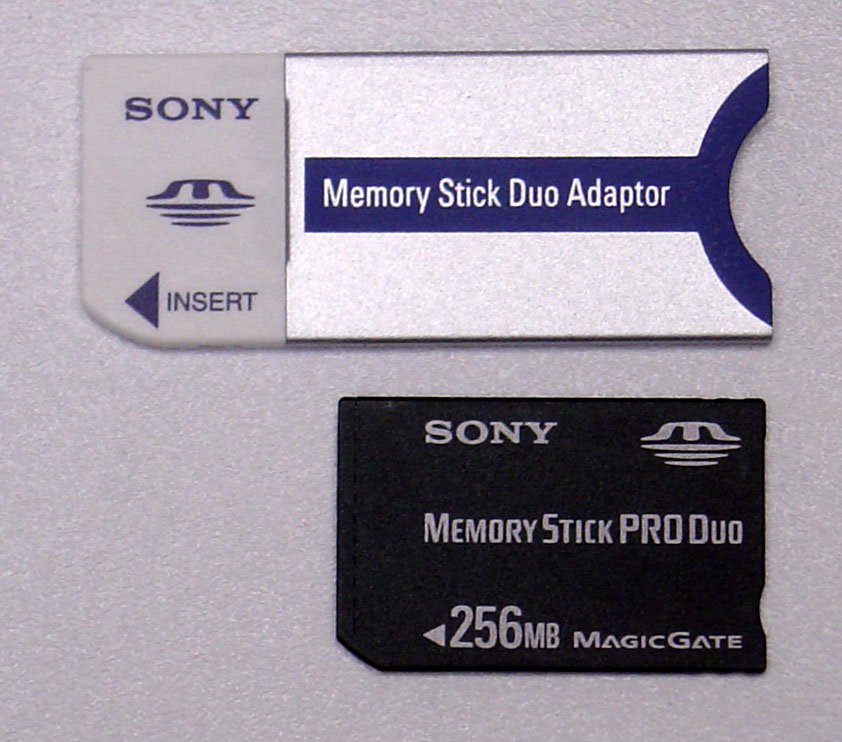
Adaptador Memory Stick Duo e Memory Stick PRO Duo

Um adaptador simples permite que o Memory Stick Duo seja usado em dispositivos projetados para aceitar o formato original do Memory Stick.

### Memory Stick PRO Duo

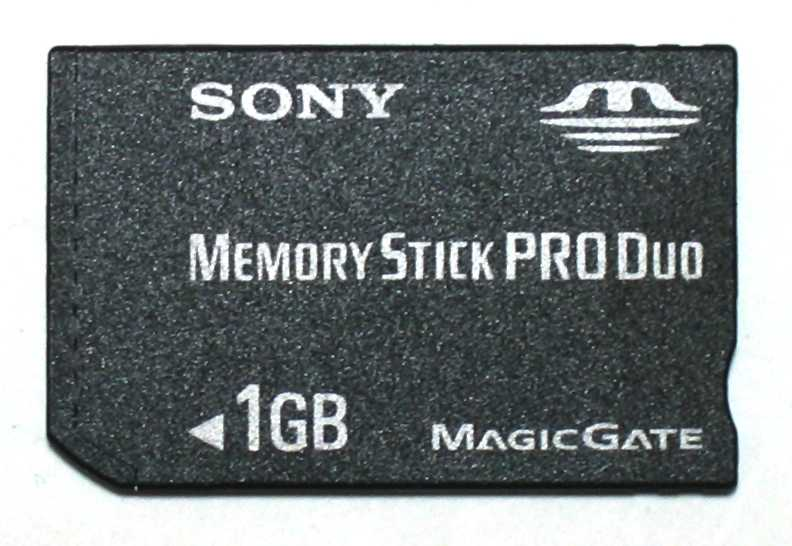
Exemplo de Memory Stick PRO Duo de 1 gb.

O Memory Stick PRO Duo (MSPD) substituiu rapidamente o Memory Stick Duo devido à limitação de tmanho do Duo de 128 MB e baixa velocidade de transferência. Os Memory Stick PRO Duos estão disponíveis nas mesmas variantes do Memory Stick PRO maior, com e sem modo de alta velocidade e com e sem suporte MagicGate.

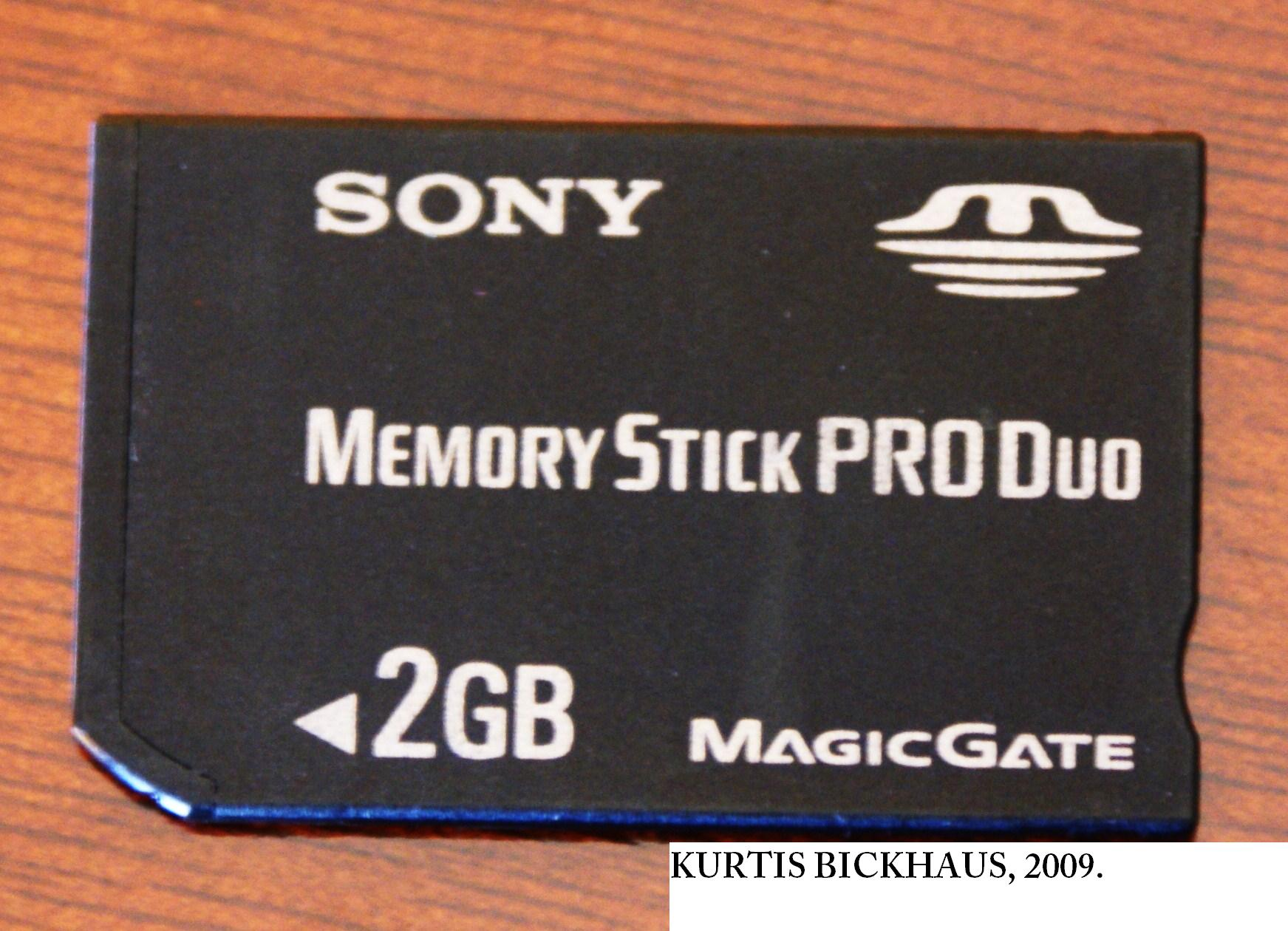
Um Memory Stick PRO Duo da Sony (2 GB)

A Sony lançou diferentes versões do Memory Stick PRO Duo. Um Memory Stick PRO Duo com MagicGate foi lançado como um stick de 512 MB.[carece de fontes?] Além disso, uma versão de 16 GB em março de 2008 e outra de 32 GB em 21 de agosto de 2009. Em 2009, a Sony e a SanDisk também anunciaram o desenvolvimento conjunto de um formato Memory Stick PRO expandido provisoriamente chamado "Memory Stick PRO Format for Extended High Capacity". Desde então, a Sony finalizou o formato e lançou sua especificação sob o novo nome, Memory Stick XC (veja abaixo).

### Memory Stick PRO-HG Duo

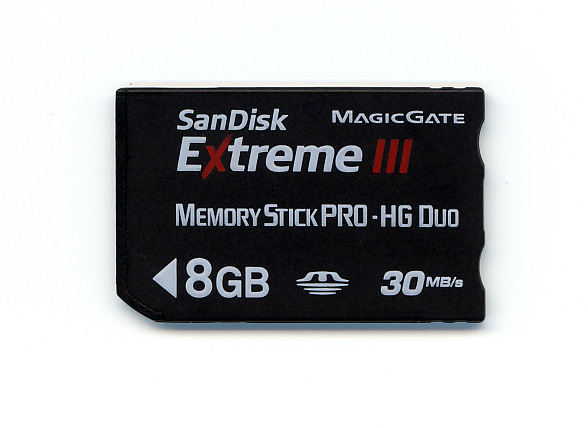
PRO-HG Duo (8 GB)

Em 11 de dezembro de 2006, a Sony, juntamente com a SanDisk, anunciou o Memory Stick PRO-HG Duo. Embora apenas interfaces seriais e paralelas de 4 bits sejam suportadas no formato Memory Stick PRO, uma interface paralela de 8 bit foi adicionada ao formato Memory Stick PRO-HG. Além disso, a frequência máxima do clock da interface foi aumentada de 40 MHz para 60 MHz. Com esses aprimoramentos, é alcançada uma taxa de trasnferência teórica de 480 Mbit/s (60 MB/s), três vezes mais rápida que o formato Memory Stick PRO.

### Memory Stick Micro (M2)

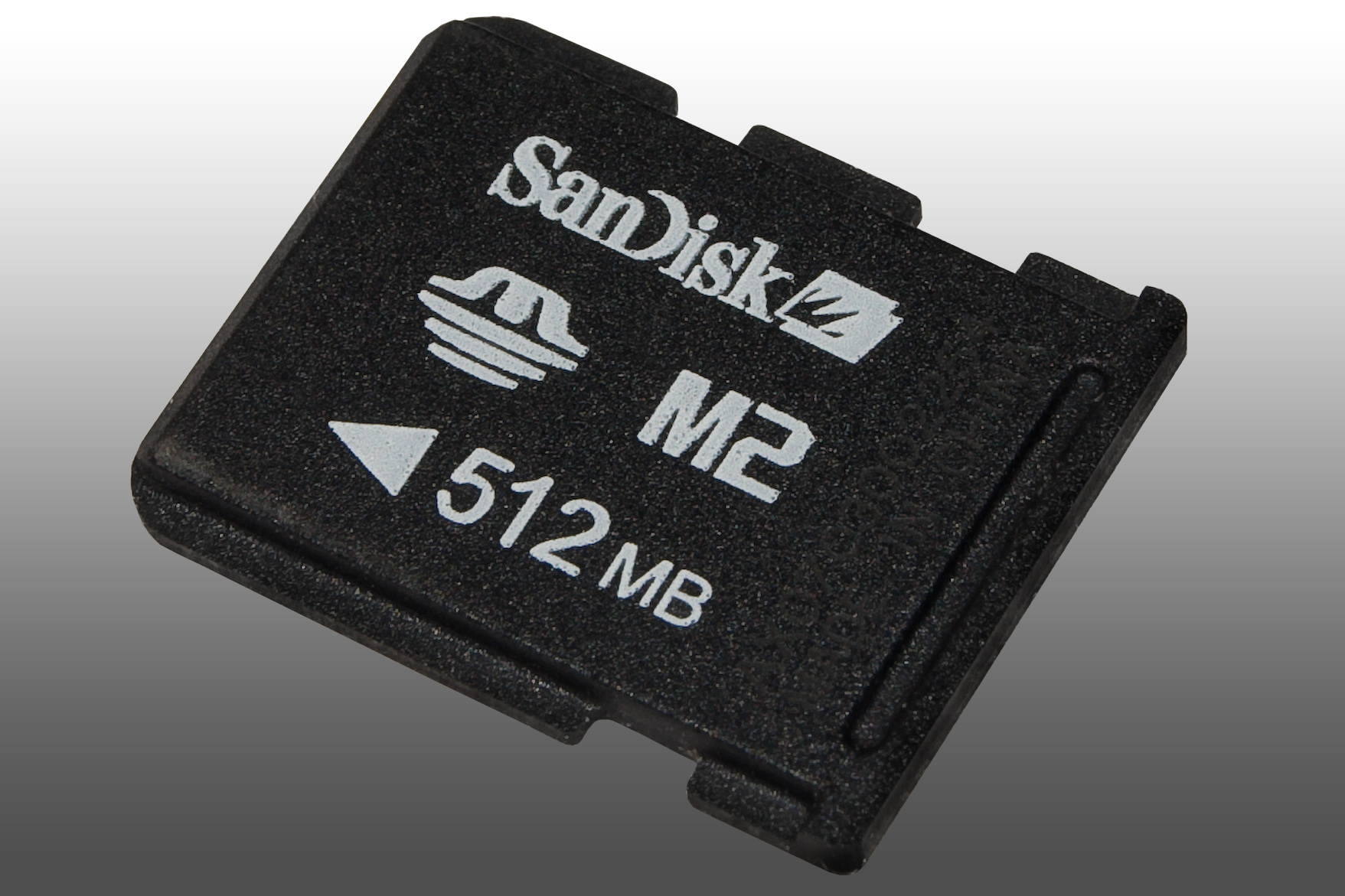
Memory Stick Micro M2 de 512 mb da SanDisk.

Em uma joint venture com a SanDisk, a Sony lançou um novo formato Memory Stick em 6 de fevereiro de 2006. O Memory Stick Micro (M2) mede 15 x 12,5 x 1,2 mm (aproximadamente um quarto do tamanho do Duo) com capacidades de 64 MB, 128 MB, 512 MB, 1 GB, 2 GB, 4 GB, 8 GB e 16 GB disponíveis. O formato tem um limite teórico de 32 GB e velocidade de transferência de 160 Mbit/s. No entanto, como no formato PRO Duo, ele foi expandido pela série XC como Memory Stick XC Micro e Memory Stick XC-HG Micro, ambos com a capacidade máxima teórica de 2 TB.
O M2 vem com um adaptador, muito parecido com os Duo Sticks, para garantir a compatibilidade física com os dispositivos Memory Stick PRO. No entanto, nem todos os dispositivos com slot PRO são compatíveis com a combinação M2/Adaptador, pois o firmware de dispositivos mais antigos não suporta a capacidade maior de alguns cartões M2. Um exemplo são alguns PDAs Sony CLIÉ que não suportam cartões com mais de 2 GB.
A Sony anunciou em 1 de junho de 2009 que o suporte M2 nos telefones Sony Ericsson seria descartado em favor do microSD.
A Sony DSC-RX0 Mark II fez um uso revivido de slots M2.

### Memory Stick XC
Em 7 de janeiro de 2009, a SanDisk e a Sony anunciaram o formato Memory Stick XC (provisoriamente chamado de "Memory Stick Format Series for Extended High Capacity" na época). O Memory Stick XC tem uma capacidade máxima teórica de 2 TB, 64 vezes maior que a do Memory Stick PRO Duo, que é limitada a 32 GB. A série XC tem os mesmos fatores de forma que a série PRO e suporta a tecnologia de proteção de conteúdo MagicGate, bem como a função de controle de acesso como a série PRO. Em linha com o resto da indústria, a série XC usa o sistema de arquivos exFAT mais recente devido às limitações de tamanho e formatação dos sistemas de arquivos FAT/FAT16/FAT32 usados na série PRO. Uma velocidade de transferência máxima de 480 Mbit/s (60 Mbyte/s) é alcançada através da transferência de dados paralela de 8 bits. Nenhum cartão Memory Stick XC foi lançado no mercado, provavelmente devido ao domínio dos cartões SD; seu equivalente aqui é chamado SDXC e acabou se tornando mais bem-sucedido do que qualquer outro formato de cartão de memória baseado em exFAT.

### Memory Stick PRO-HG Duo HX
A Sony anunciou o lançamento do Memory Stick PRO-HG Duo HX em 17 de maio de 2011, que foi considerado o cartão mais rápido já feito pelo fabricante. Ele mede 20 x 31 x 1,6 mm, com versões de 8 GB, 16 GB ou 32 GB disponíveis. Além disso, o formato oferece uma velocidade máxima de transferência de 50 MB/s.[carece de fontes?]

## Certificação Mark 2
No início de 2008, versões certificadas para Mark 2 do Memory Stick PRO Duo tornaram-se disponíveis. A designação Mark 2 indica que o Memory Stick é adequado para uso com produtos de gravação AVCHD ou outros dispositivos habilitados para Memory Stick mais rápidos, fornecendo desempenho de gravação mínimo apropriado.

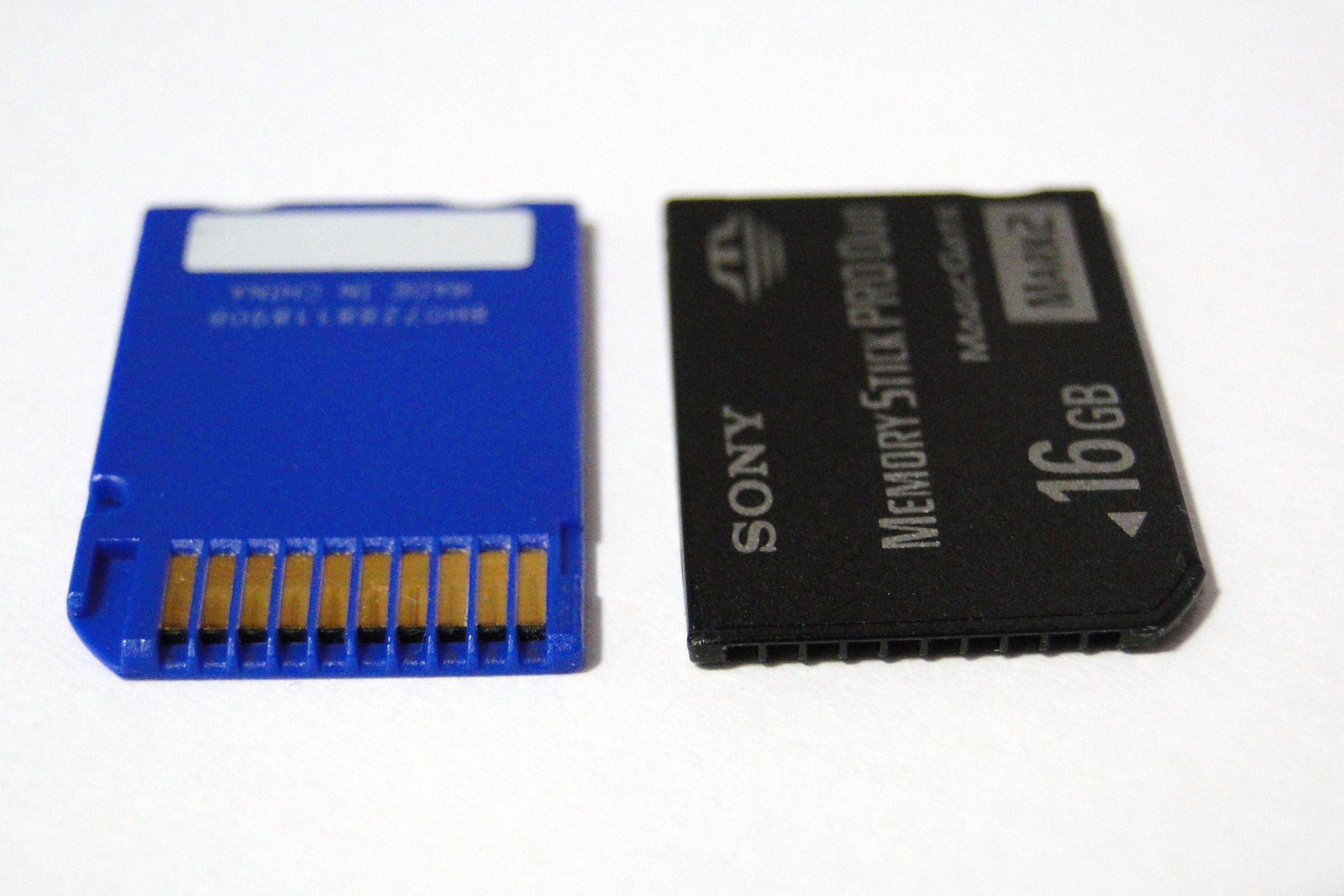
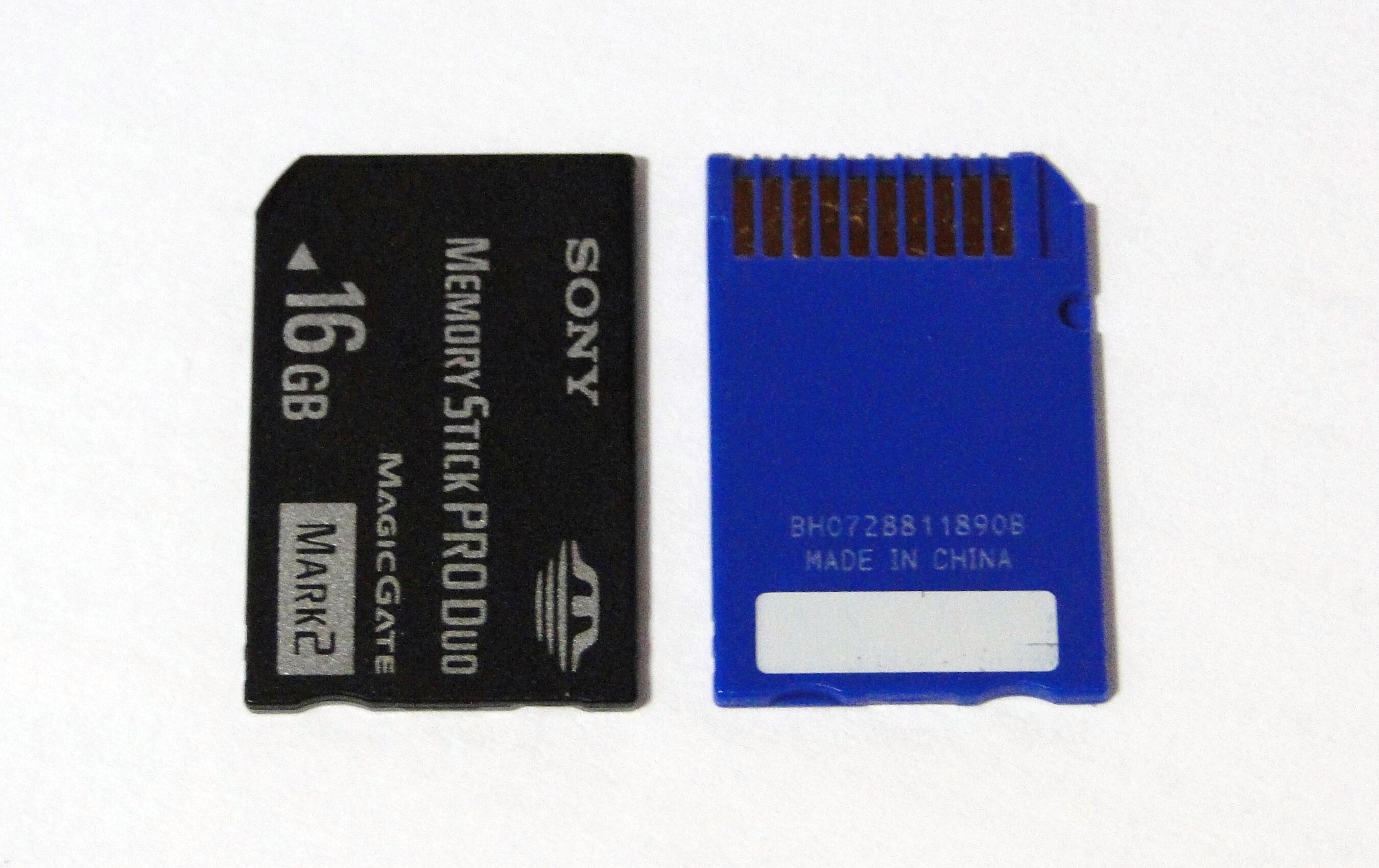
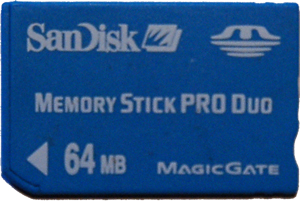
Memory Stick PRO Duo da SanDisk
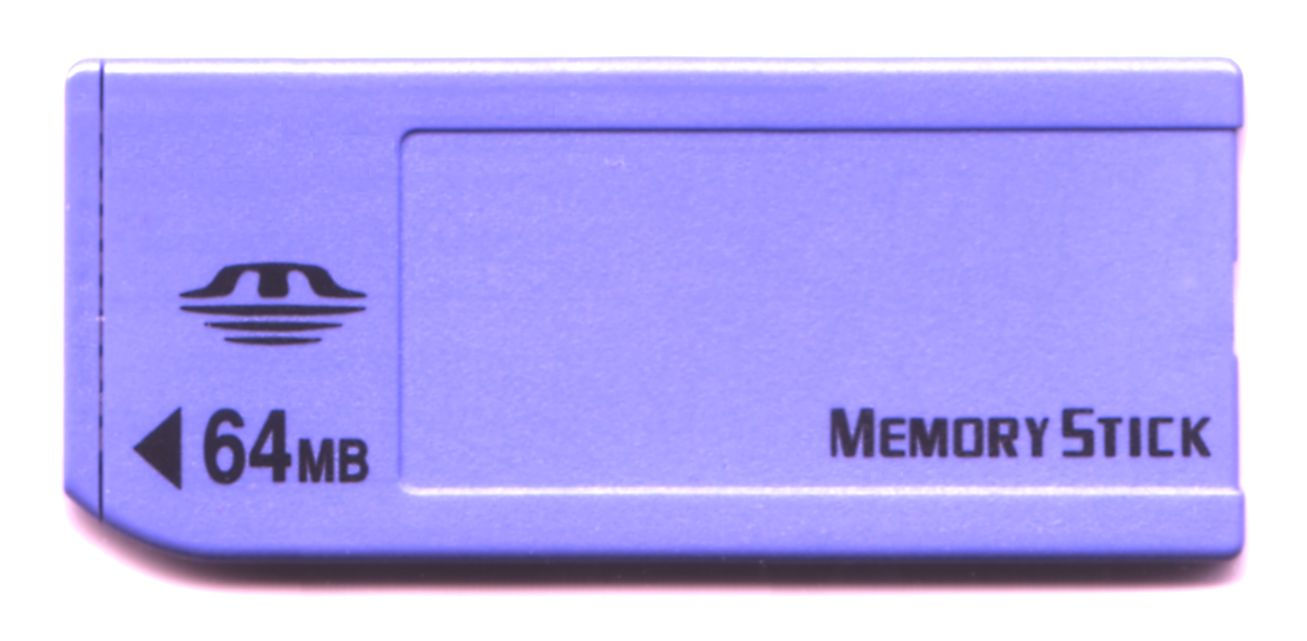
Exemplo de um Memory Stick